# Agathis dzhulphensis
Agathis dzhulphensis är en stekelart som beskrevs av Abdinbekova 1970. Agathis dzhulphensis ingår i släktet Agathis och familjen bracksteklar. Inga underarter finns listade i Catalogue of Life.